# Pelatachina orillia
Pelatachina orillia är en tvåvingeart som beskrevs av Charles Howard Curran 1927. Pelatachina orillia ingår i släktet Pelatachina och familjen parasitflugor.
Artens utbredningsområde är Michigan. Inga underarter finns listade i Catalogue of Life.